# Mała Wieś (powiat nowosądecki)
Mała Wieś – wieś w Polsce położona w województwie małopolskim, w powiecie nowosądeckim, w gminie Chełmiec. W latach 1975–1998 miejscowość administracyjnie należała do województwa nowosądeckiego. 30 czerwca 2004 r. wieś liczyła 890 mieszkańców. W obecnym kształcie powstała w wyniku wydzielenia z miejscowości Świniarsko w dniu 1 stycznia 2010 roku.